# استودیو مدیریت سرور sql
استودیو مدیریت سرور sql یا Microsoft SQL Server Management Studio (SSMS) یک نرم‌افزار کاربردی است که توسطمایکروسافت توسعه یافته و برای پیکربندی، مدیریت و اداره‌ی تمام اجزای موجود در مایکروسافت اس‌کیوال سرور استفاده می‌شود. اولین بار با Microsoft SQL Server 2005 عرضه شد و جانشین Enterprise Manager در SQL 2000 یا قبل از آن است. این ابزار شامل ویرایشگرهای اسکریپت و ابزارهای گرافیکی است که با اشیا و ویژگی‌های سرور کار می‌کنند.
یکی از ویژگی‌های مرکزی SSMS، Object Explorer است که به کاربر اجازه می‌دهد تا اشیا موجود در سرور را مرور، انتخاب و بر روی آن‌ها عمل کند . همچنین نسخه‌ی جداگانه‌ای به نام Express منتشر شده که به صورت رایگان قابل دانلود است. با این حال نسخه‌های اخیر SSMS به طور کامل قادر به اتصال و مدیریت هر نمونه‌ای از SQL Server Express هستند. مایکروسافت همچنین قابلیت سازگاری با نسخه‌های قبلی SQL Server را نیز در این ابزار گنجانده است، به‌طوری‌که نسخه‌ی جدیدتر SSMS می‌تواند به نمونه‌های قدیمی‌تر SQL Server متصل شود. همچنین با Microsoft SQL Server Express 2012 عرضه می‌شود، یا کاربران می‌توانند آن را جداگانه دانلود کنند.
از نسخه 11، این برنامه بر اساس پوسته‌ی Visual Studio 2010 ساخته شده بود که از WPF برای رابط کاربری استفاده می‌کرد. نسخه‌های 18 و بعد از آن بر اساس پوسته‌ی ایزوله Visual Studio 2017 هستند.
در ژوئن 2015، مایکروسافت اعلام کرد که قصد دارد نسخه‌های آینده‌ی SSMS را به طور مستقل از نسخه‌های موتور دیتابیس SQL Server منتشر کند.